# إموري سي. فيرغسون
إموري سي. فيرغسون هو سياسي أمريكي، ولد في 5 مارس 1833 في مقاطعة ويستتشستر في الولايات المتحدة، وتوفي في 7 أكتوبر 1911.